# 東町 (福生市)
東町（ひがしちょう）は、東京都福生市の町名。「丁目」の設定のない単独町名である。郵便番号は197-0021（あきる野郵便局管区）。

## 地理
福生駅東口から羽村方面に向かって、線路と市道やなぎ通りにはさまれた細長い一角である。　北で加美平に接し、それ以外の部分を大字福生に取り囲まれている。

### 地価
住宅地の地価は、2014年（平成26年）1月1日の公示地価によれば東町6番5の地点で20万8000円/m2となっている。福生市内で最も地価が高い。

## 歴史
1984年3月1日に、大字福生の一部から現町名になった。

## 世帯数と人口
2018年（平成30年）1月1日現在の世帯数と人口は以下の通りである。
| 町丁 | 世帯数  | 人口  |
| ---- | ------- | ----- |
| 東町 | 186世帯 | 372人 |

## 交通

### 鉄道
- 青梅線 - 福生駅（東口側の敷地の一部が東町に掛かっている）

### 道路
- 東京都道165号伊奈福生線

## 施設
福祉
- ちゃいれっく福生駅前保育園（東町4-8）

公園
- 東町公園（東町8-2）

商業施設
- スーパーマーケット
  - 西友福生店（東町5-1[5]、2004年4月21日開店[5]）

その他
- 福生駅東口地下自転車駐車場（東町5-1、西友福生店part1-B1F）